# Kostel Neposkvrněného početí Panny Marie (Teplá-Třebenice)
Římskokatolický klášterní, filiální kostel Neposkvrněného početí Panny Marie v Teplé je sakrální stavba, která je součástí bývalého konventního domu (kláštera) oblátů.

## Historie
V roce 1710 byl v místě objeven železitý léčivý pramen. Následně při něm byla postavena dřevěná kaple zasvěcená Navštívení Panny Marie. Léčivé účinky pramene daly vzniknout i malým lázním a Teplá se stala vyhledávaným poutním místem. V roce 1768 byla původní dřevěná kaple stržena a na jejím místě byla postavená kamenná kaple. Protože se jednalo o poutní místo, byla lokalita vybrána řádem Misionářů oblátů Panny Marie Neposkvrněné, kteří zde v letech 1926–1927 postavili klášter Neposkvrněného početí Panny Marie s kostelem téhož zasvěcení. Kostel byl spojený s klášterem a od počátku byl vytápěný. Kolem roku 1940 byl konvent oblátů v Teplé uzavřen. Ke konci II. světové války byl německou státní správou nuceně vykoupen jako zařízení pro německé uprchlíky z východních oblastí. Po skončení války byl do kláštera umístěn dětský domov a poté objekt patřil Pionýrské organizaci. Budova však pomalu chátrala. Ve druhé dekádě 21. století je klášterní budova známá pod názvem Penzion Klášter a nabízí ubytování a související služby. Prostory kostela spadají do duchovní správy sutomské farnosti.